# Saint-Just-en-Brie
Saint-Just-en-Brie ist eine französische Gemeinde im Département Seine-et-Marne in der Île-de-France. Sie gehört zum Kanton Nangis im Arrondissement Provins. Sie grenzt im Nordwesten an Pécy, im Norden an Jouy-le-Châtel, im Osten und Südosten an Chenoise-Cucharmoy, im Süden an Vieux-Champagne, im Südwesten an Châteaubleau und im Westen an La Croix-en-Brie.

## Bevölkerungsentwicklung
| Jahr      | 1962 | 1968 | 1975 | 1982 | 1990 | 1999 | 2008 | 2014 |
| --------- | ---- | ---- | ---- | ---- | ---- | ---- | ---- | ---- |
| Einwohner | 131  | 96   | 71   | 83   | 140  | 196  | 258  | 233  |

## Sehenswürdigkeiten
- Kirche Saint-Just-Saint-Hubert (siehe auch: Liste der Monuments historiques in Saint-Just-en-Brie)

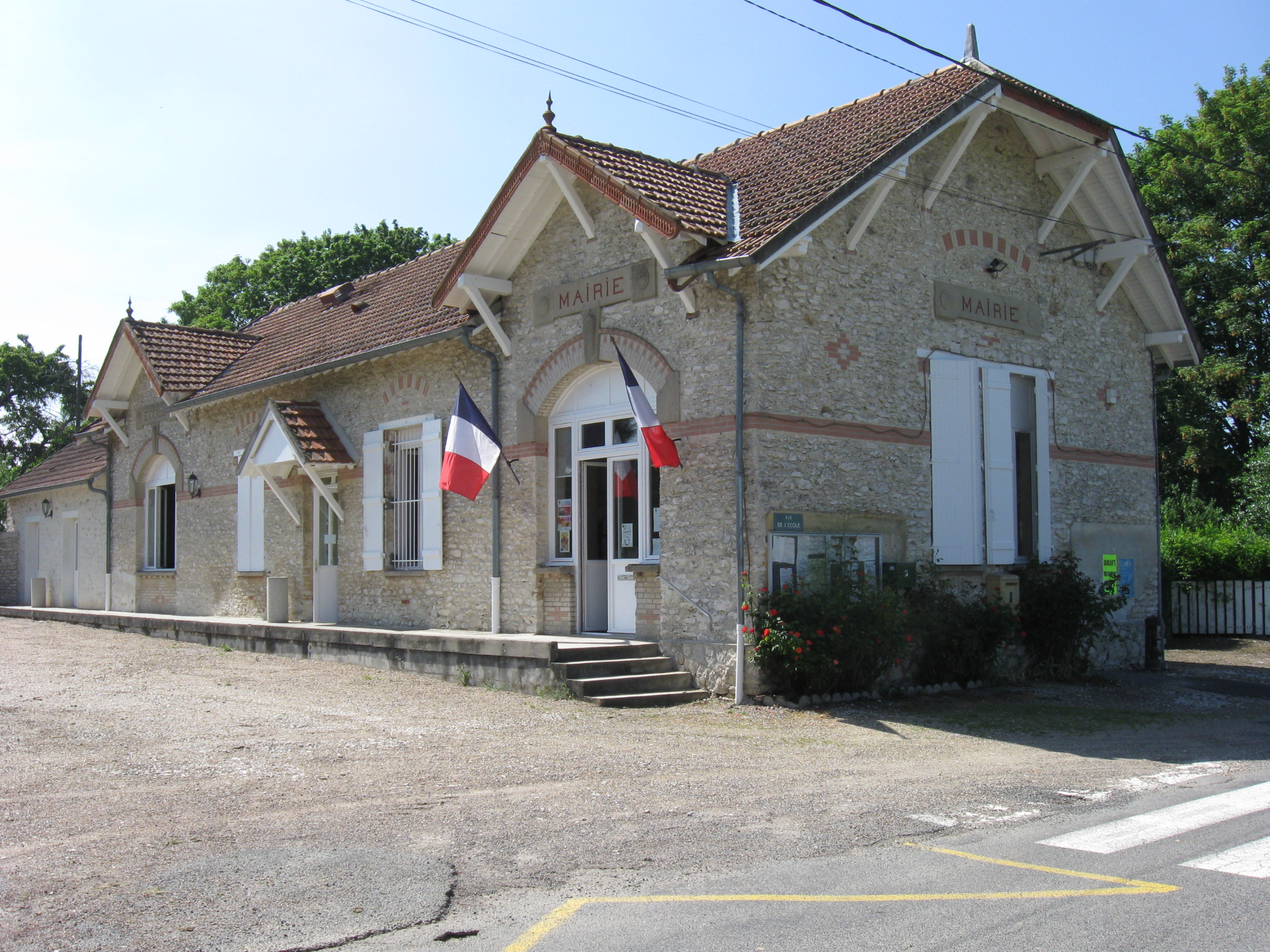
Mairie (Rathaus)
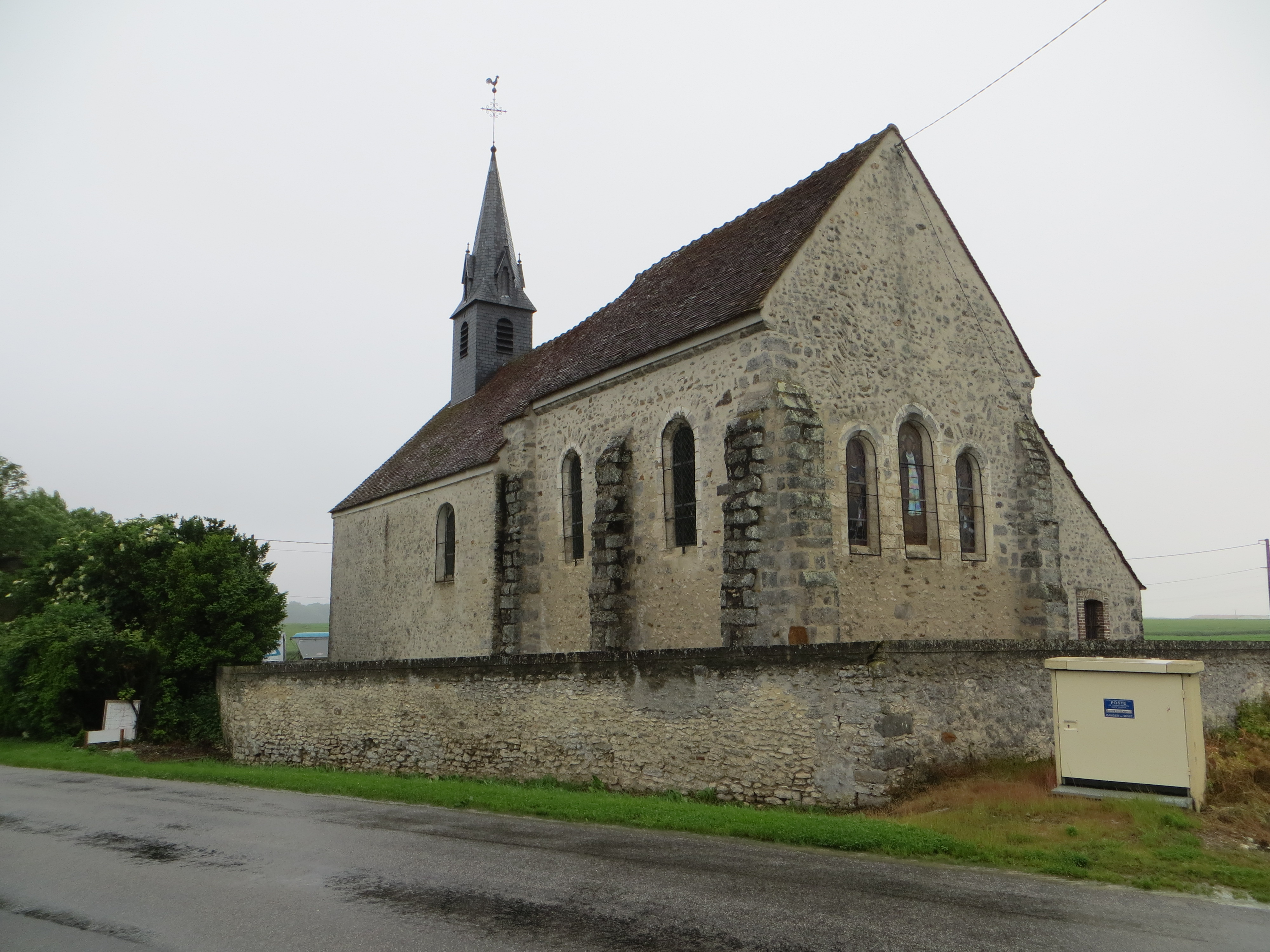
Kirche Saint-Just-Saint-Hubert